# Setor Complementar de Indústria e Abastecimento
| Região Administrativa do Setor Complementar de Indústria e Abastecimento |                                         |
|                                                                          |                                         |
| \| \| \| \|                                                              |                                         |
| Região Administrativa XXV                                                |                                         |
| Fundação: 25 de outubro de 1989 (35 anos)                                |                                         |
| Lei de criação: 3315 de 27 de janeiro de 2004                            |                                         |
| Mapa do Setor Complementar de Indústria e Abastecimento                  |                                         |
| Limites:                                                                 | Guará, Vicente Pires, Plano Piloto, SIA |
| Distância de Brasília:                                                   | km                                      |
| Administrador(a):                                                        | Alceu Prestes de Mattos                 |
| Área                                                                     |                                         |
| - Total                                                                  | 6,1 km²                                 |
| População                                                                |                                         |
| - Total                                                                  | 35.520 habitantes '                     |
| Site governamental                                                       | www.scia.df.gov.br                      |
|                                                                          |                                         |
|                                                                          |                                         |

Setor Complementar de Indústria e Abastecimento é uma região administrativa do Distrito Federal brasileiro. É delimitada por Brasília ao norte, SIA para o leste e sul, e Vicente Pires ao oeste.
Setor Complementar de Indústria e Abastecimento foi fundada em 25 de outubro de 1989, recebendo a condição de região administrativa, conforme a Lei 3315, de 27 de janeiro de 2004. Compreende a Cidade do Automóvel (área restrita para comércio de carros) e a Cidade Estrutural.
O atual administrador é Alceu Prestes de Mattos.
Com base em um censo de 2010, possui uma população de 25,732.